# Чемпионат Албании по шоссейному велоспорту 2023 — групповая гонка (мужчины)
Мужская групповая гонка чемпионата Албании по шоссейному велоспорту 2023 — шоссейная однодневная велогонка по дорогам Албании прошедшая в рамках чемпионата Албании по шоссейному велоспорту. Гонка прошла 18 июня 2023 года, а очки, набранные на гонке, идут в зачёт рейтинга Мирового тура UCI 2023. Победителем стал албанский велогонщик Лукас Сулай Клоппенборг.

## Участники
На гонку было заявлено 24 гонщика.

## Маршрут
Трасса гонки представляла собой 6 кругов по 25 километров.

## Ход гонки
На пятом круге минутное преимущество имел Юльбер Сефа. За 2 километра до финиша жюри приняло решение не ехать шестой круг. При этом за лидером сформировалась группа преследователей. В результате победу одержал Лукас Сулай Клоппенборг.

## После гонки
По словам Юльбера Сефа победитель гонки — Клоппенборг, не ехал круг перед финишем, а прятался в лесу, сев «на колесо» лидеру после его проезда.

## Результаты
| \| Генеральная классификация \| Генеральная классификация \| Генеральная классификация \| Генеральная классификация \| Генеральная классификация \| \| Гонщик \| Гонщик \| Команда \| Время \| \| \| ------------------------- \| ------------------------- \| ------------------------- \| ------------------------- \| ------------------------- \| \| 1-й \| Lukas Sulaj Kloppenborg \| Албания \| 3ч 26' 20 \| \| \| 2-й \| Осьян Велия \| Албания \| + 1 \| \| \| 3-й \| Юльбер Сефа \| Албания \| + 2 \| \| \| 4-й \| Матео Балай \| Албания \| + 3' 10 \| \| \| 5-й \| Брикель Барси \| Албания \| + 9' 25 \| \| |                         |         |           |
| |                         |         |           |
| |                         |         |           |
| Генеральная классификация |                         |         |           |
| Гонщик | Гонщик                  | Команда | Время     |
| 1-й | Lukas Sulaj Kloppenborg | Албания | 3ч 26' 20 |
| 2-й | Осьян Велия             | Албания | + 1       |
| 3-й | Юльбер Сефа             | Албания | + 2       |
| 4-й | Матео Балай             | Албания | + 3' 10   |
| 5-й | Брикель Барси           | Албания | + 9' 25   |